# Mœurs-Verdey
Mœurs-Verdey é uma comuna francesa na região administrativa do Grande Leste, no departamento de Marne. Estende-se por uma área de 13.18 km², e possui 317 habitantes, segundo o censo de 2018, com uma densidade de 24 hab/km².